# ماثيو كلوتز
ماثيو جيمس كلوتز أو مات كلوتز (مواليد 24 مايو 1996) هو سباح أمريكي أصم ومتسابق في تلفزيون الواقع. مثل الولايات المتحدة في الألعاب الأولمبية وفي الأحداث الدولية الأخرى بما في ذلك بطولة العالم للصم. وهو حامل الرقم القياسي العالمي في السباحة للصم وتعتبر واحدة من أفضل السباحين الصم لتمثيل الولايات المتحدة الأمريكية بعد تقاعد كل من ماركوس تيتوس و ريد غيرشيند [الإنجليزية]. ظهر لأول مرة في الألعاب الأولمبية الصيفية لعام 2013. أصبح وصيفًا في النسخة الخامسة والعشرين من برنامج الواقع الأمريكي الأخ الأكبر الأمريكي بعد ظهوره في العرض ضيفًا فيه.

## السيرة الذاتية
يعتقد أن والديه لم يكونا على علم بأن ابنهما أصم حتى بلغ الثانية من عمره، يعدُّ مات أصمًا ويستخدم أجهزة السمع ويحمل الجنسية المزدوجة لكل من الولايات المتحدة والمجر. في عام 2018، أصرَّ على أنه رغبته تمثيل المجر في دورة الألعاب الأولمبية الصيفية 2020 بدلاً من الولايات المتحدة. إلَّا أنَّه لم يتمكن من تغيير جنسيته رياضيًا حتى موعد انعقاد دورة الألعاب الأولمبية الصيفية 2020. 

## الحياة المهنية
اكتسب شهرته خلال دورة الألعاب الأولمبية الصيفية للصم 2013 التي أقيمت في بلغاريا ، حيث حصل على ميداليتين ذهبيتين في سباق 100 متر ظهر للرجال وسباق 200 متر ظهر، إلى جانب الميدالية البرونزية في سباق 400 متر فردي متنوع للرجال. واصل نجاحه في مسيرته في الألعاب الأولمبية للصم بحصوله على خمس ميداليات، بما في ذلك ثلاث ميداليات ذهبية في سباقات 50 مترًا ظهر،  و100 مترًا ظهر،  و200 مترًا ظهر  خلال الألعاب الأولمبية الصيفية للصم 2017.
حطم رقمين قياسيين عالميين للصم تحطيمًا صارخًا خلال بطولة الولايات المتحدة الوطنية للسباحة عام 2018، بما في ذلك رقمه القياسي السابق البالغ 26.26 ثانية في سباق 50 مترًا ظهر للرجال من دورة الألعاب الأولمبية الصيفية للصم 2017. تمكن من إعادة تسجيل رقمه القياسي العالمي في سباحة 50 ياردة ظهر بتوقيت 19.77 ثانية وأصبح أول سباح أصم على الإطلاق يسبح 50 ياردة على الظهر في غضون 20 ثانية. كما حطم الرقم القياسي العالمي للصم في سباق 50 متر سباحة حرة للرجال، مسجلاً 23.14 ثانية، متجاوزًا الرقم القياسي الذي سجله ماركوس تيتوس وهو 23.34 ثانية. وهو أيضًا حامل الرقم القياسي الوطني في سباقات 200 متر سباحة حرة، و500 متر سباحة حرة، و100 متر سباحة ظهر، و200 متر سباحة ظهر.
حصل على جائزة أفضل رياضي أصم في ديسمبر 2018، من اللجنة الدولية للرياضة للصم لأدائه المتميز في الأحداث الرياضية للصم بما في ذلك الأرقام القياسية العالمية التي سجلها في كل من سباقات 50 مترًا ظهر و50 مترًا حرة. تنافس في بطولة العالم للسباحة للصم لعام 2019 التي ستقام في ساو باولو (البرازيل). شارك في دورة الألعاب الأولمبية الصيفية للصم 2021 وحصل على إجمالي قياسي من الميداليات بلغ تسعة بما في ذلك ثلاث ميداليات ذهبية في سباق 50 متر حرة للرجال،  وسباق 50 متر ظهر للرجال  وسباق 100 متر ظهر للرجال. كما حصل على الميداليات الفضية في دورة الألعاب الأولمبية للصم 2021 في سباق 100 متر سباحة حرة للرجال  وسباق 200 متر سباحة ظهر للرجال. علاوة على ذلك، حصل على أربع ميداليات برونزية خلال دورة الألعاب الأولمبية للصم 2021 في سباق 50 متر فراشة للرجال،  و100 متر فراشة للرجال،  و50 متر صدر للرجال  و4 سباقات تتابع حرة 200 متر للرجال.
في 31 يوليو 2023، أُعلن أن كلوتز سيظهر في الموسم الخامس والعشرين من برنامج تلفزيون الواقع الأمريكي الأخ الأكبر ويصبح بذلك أول متسابق أصم/ضعيف السمع في تاريخ البرنامج. وفي وقت لاحق، فاز بالمركز الثاني. وأشار بقوة إلى رغبته في تمثيل المجر في دورة الألعاب الأولمبية الصيفية لعام 2024 بدلاً من تمثيل بلده الأصلي، الولايات المتحدة. ولكنه فشل في التأهل لدورة الألعاب الأولمبية الصيفية 2024.

## روابط خارجية
- ماثيو كلوتز على موقع SwimRankings.net (الإنجليزية)